# Любански окръг
Любански окръг (на полски: Powiat lubański) е окръг в Югозападна Полша, Долносилезко войводство. Заема площ от 428,30 км2. Административен център е град Любан.

## География
Окръгът се намира в историческата област Горна Лужица. Разположен е в западната част на войводството край границата с Чехия.

## Население
Населението на окръга възлиза на 56 732 души (2012 г.). Гъстотата е 132 души/км2.

## Административно деление
Административно окръгът е разделен на 7 общини.
Градски общини:
- Любан
- Шверадов-Здруй

Градско-селски общини:
- Община Лешна
- Община Олшина

Селски общини:
- Община Любан
- Община Плятеровка
- Община Шекерчин

## Галерия
- Лешна
- Любан
- Олшина
- Шверадов-Здруй